# Nikolaikirche Villach

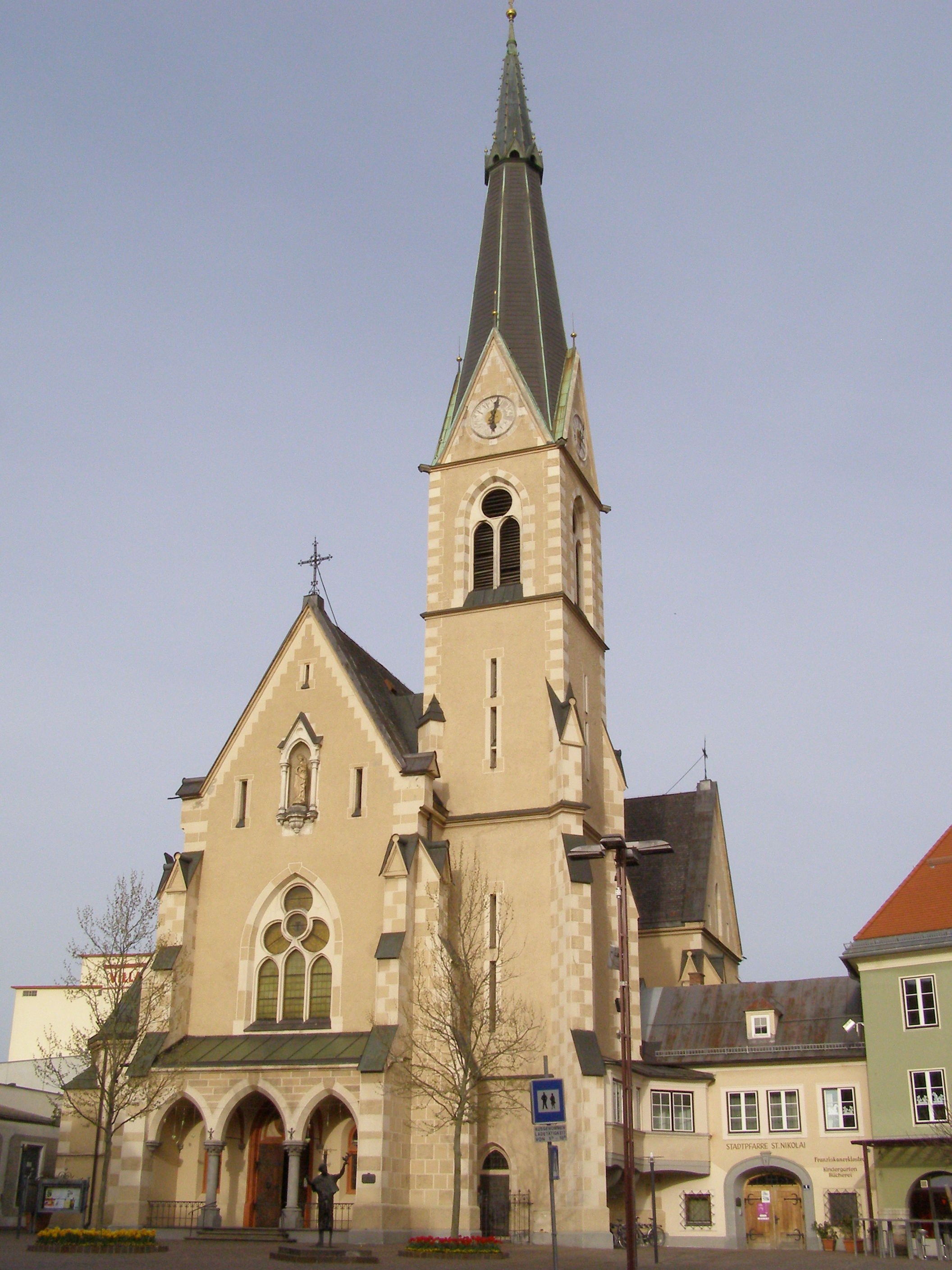
Nikolaikirche

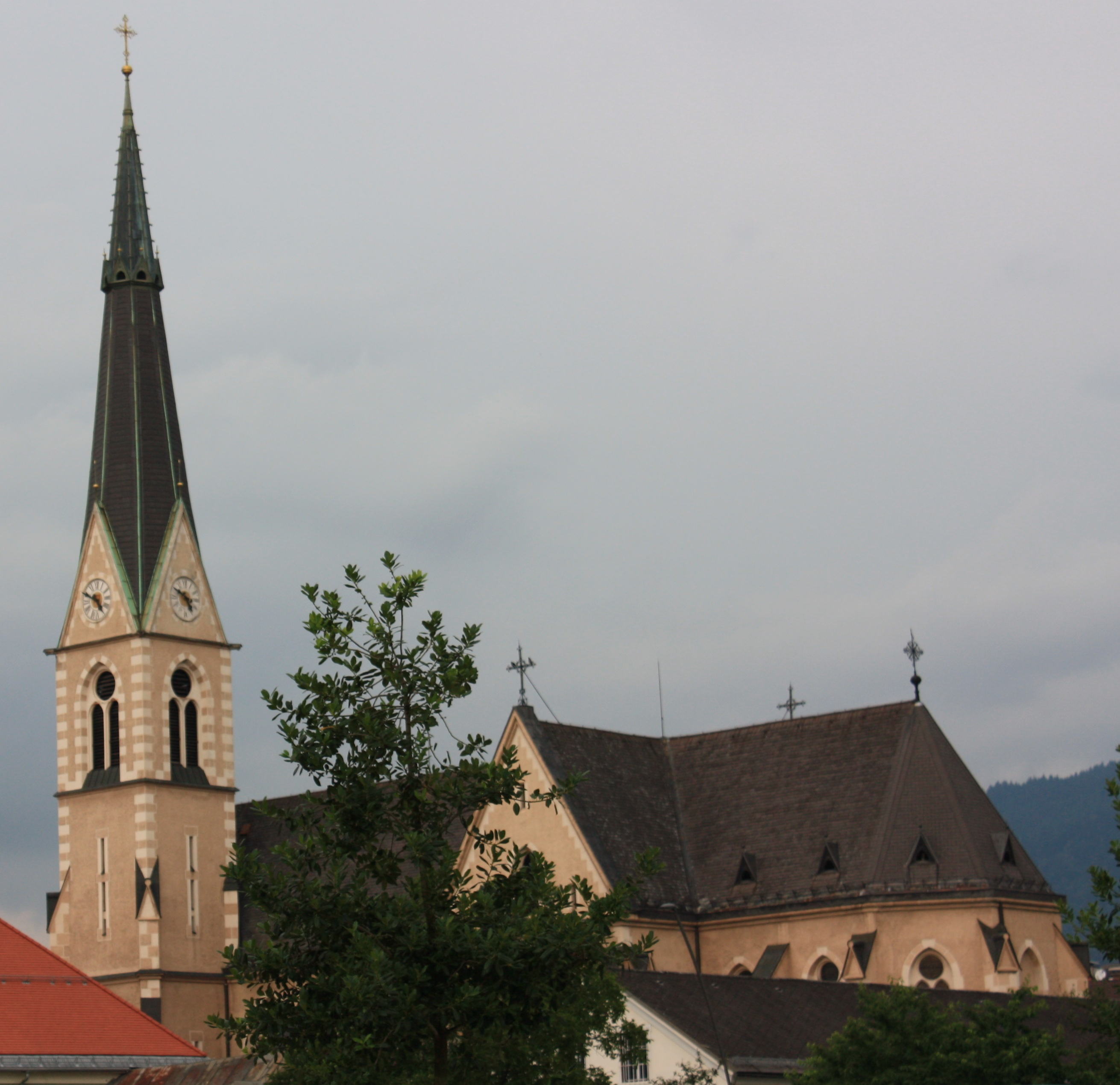
Süd-Ost-Ansicht

Die römisch-katholische Nikolaikirche in Villach ist eine neugotische Kirche, die vom hiesigen Franziskanerkloster betreut wird. Zur Pfarre gehören auch die Filialkirchen vom Oberwollanig und Sankt Magdalen.

## Geschichte
1309 wird eine Pfarre Sankt Nikolaus erstmals genannt. Diese ursprüngliche Kirche stand südöstlich der heutigen Kirche in der Trattengasse. Die Pfarre, deren Gebiet nördlich der Drau liegt, gehörte von 1461 bis 1751 zum Bistum Laibach.
1627 wurden im Zuge der Gegenreformation Kapuziner nach Villach berufen, die 1629–1633 an der heutigen Stelle der Nikolaikirche eine Kirche zum heiligen Ludwig und ein Kapuzinerkloster errichteten. Stifterinnen waren Anna Maria Proy und Gräfin Ursula von Thannhausen. Die Schäden an den Gebäuden durch das Erdbeben von 1690 wurden 1691 wieder ausgebessert.
Bei einem Brand 1786 erlitten die Kapuzinerkirche, die Bibliothek des Klosters und die südöstlich gelegene Kirche St. Nikolaus schwere Schäden. Im selben Jahr wurde die Kapuzinerkirche Sitz der Pfarre St. Nikolaus. Im folgenden Jahr wurde das Kapuzinerkloster aufgehoben, darauf die ehemalige Kapuzinerkirche zur Pfarrkirche umgebaut. Es wurde ein dreigeschoßiger Westturm mit Zwiebelhaube angebaut und das Kloster teilweise abgetragen.
1886 wurde die Pfarre an die Franziskaner übergeben. Unter Einbeziehung des ehemaligen Pfarrhofs der Kapuziner wurde ein Franziskanerkloster errichtet.
1888 wurde das alte Kloster abgebrochen und durch einen Neubau ersetzt. 1892 wurde auch die ehemalige Kapuzinerkirche abgetragen und 1892–1893 eine neugotische Kirche nach einem Entwurf von Peter Hüter und Pater Johann Maria Reiter aus Tirol erbaut und 1896 geweiht. 1906 wurde St. Nikolai zur Stadtpfarre erhoben.
Im Zweiten Weltkrieg erlitt die Kirche schwere Bombenschäden. Fenster und Dach mussten 1945 erneuert werden. In den Jahren 1967, 1984 und 1995 erfolgten weitere Restaurierungen, im Jahre 1981 wurde die Krypta für den gottesdienstlichen Gebrauch adaptiert.

## Baubeschreibung

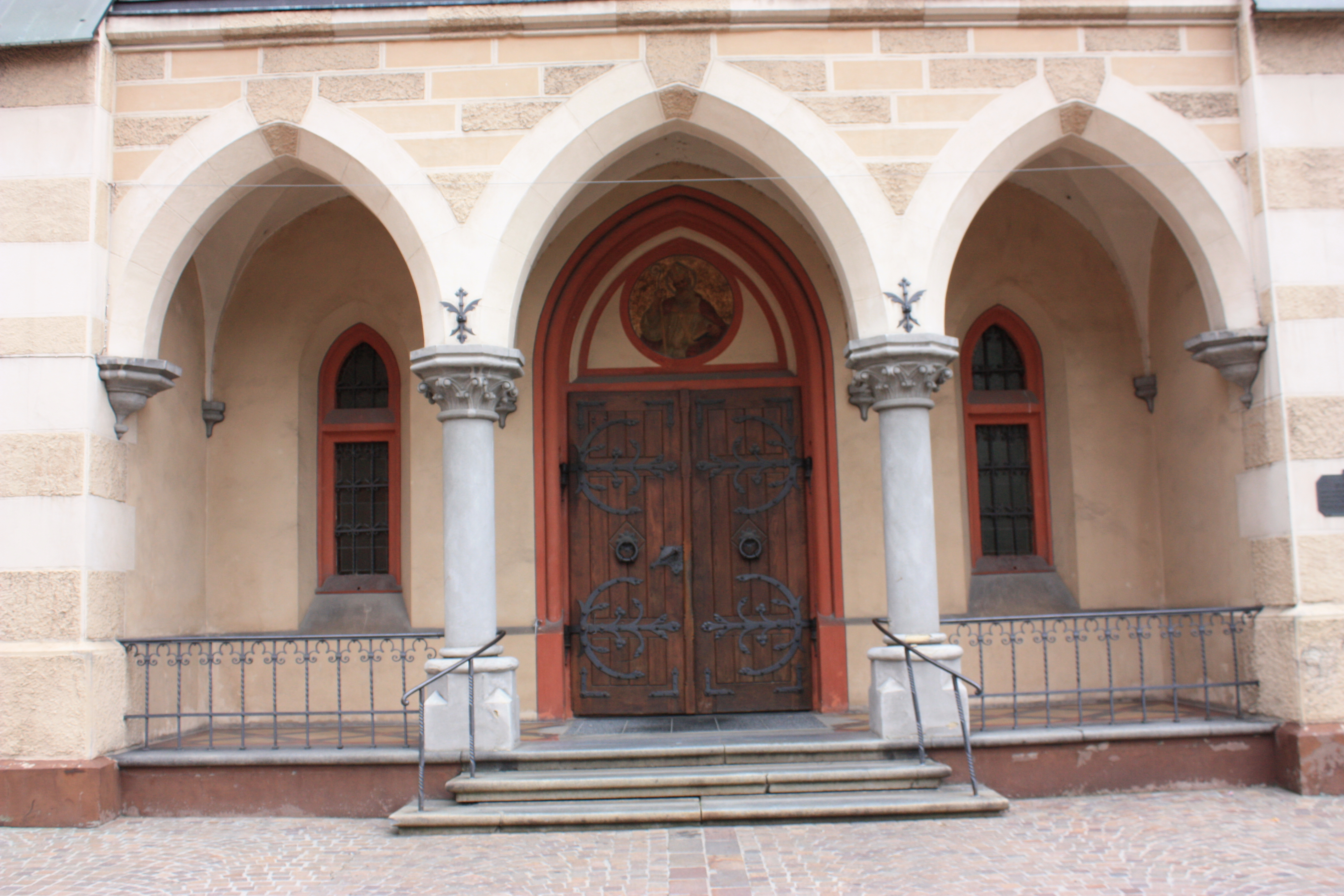
Portal

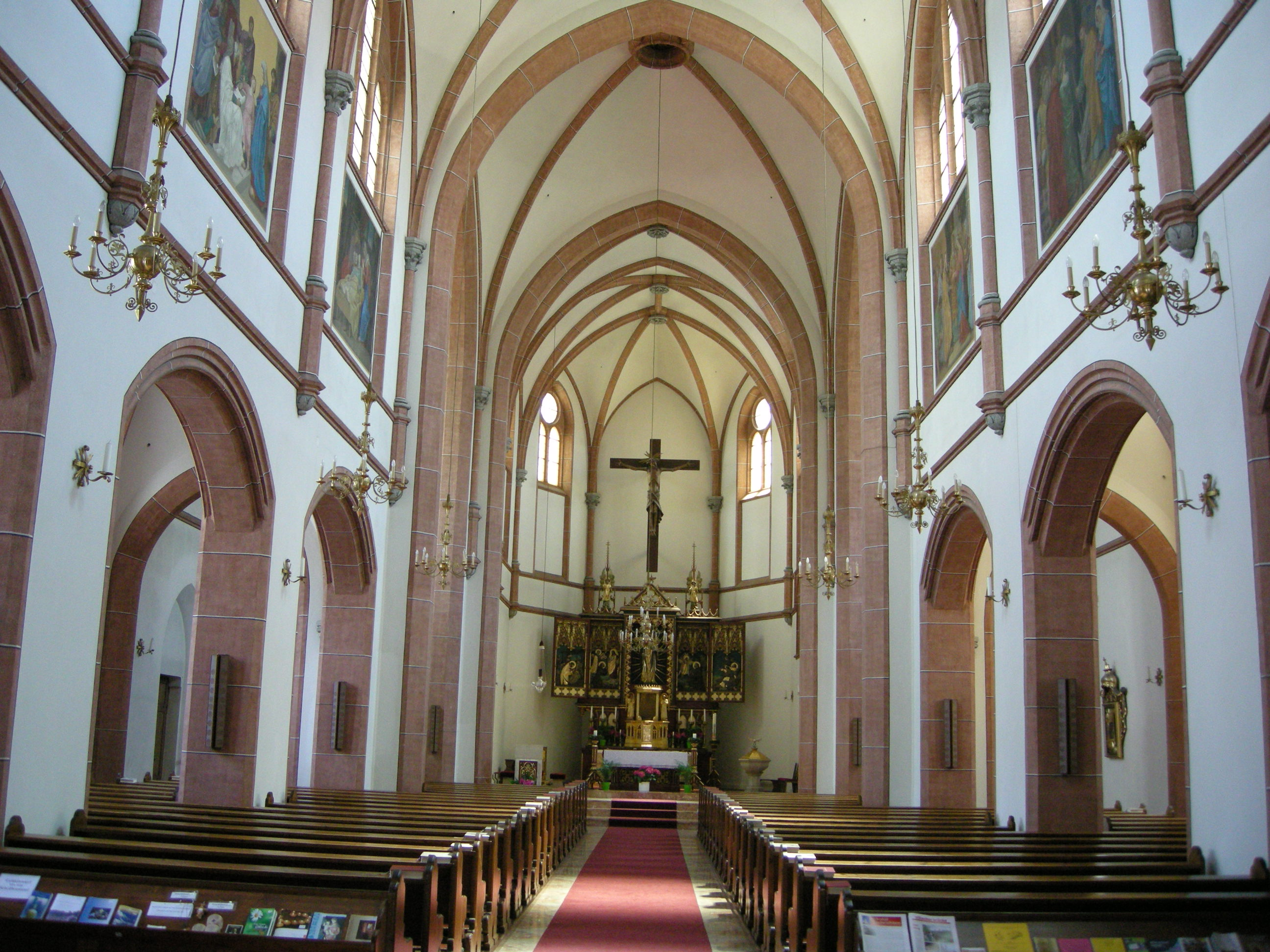
Blick durch den Kirchenraum

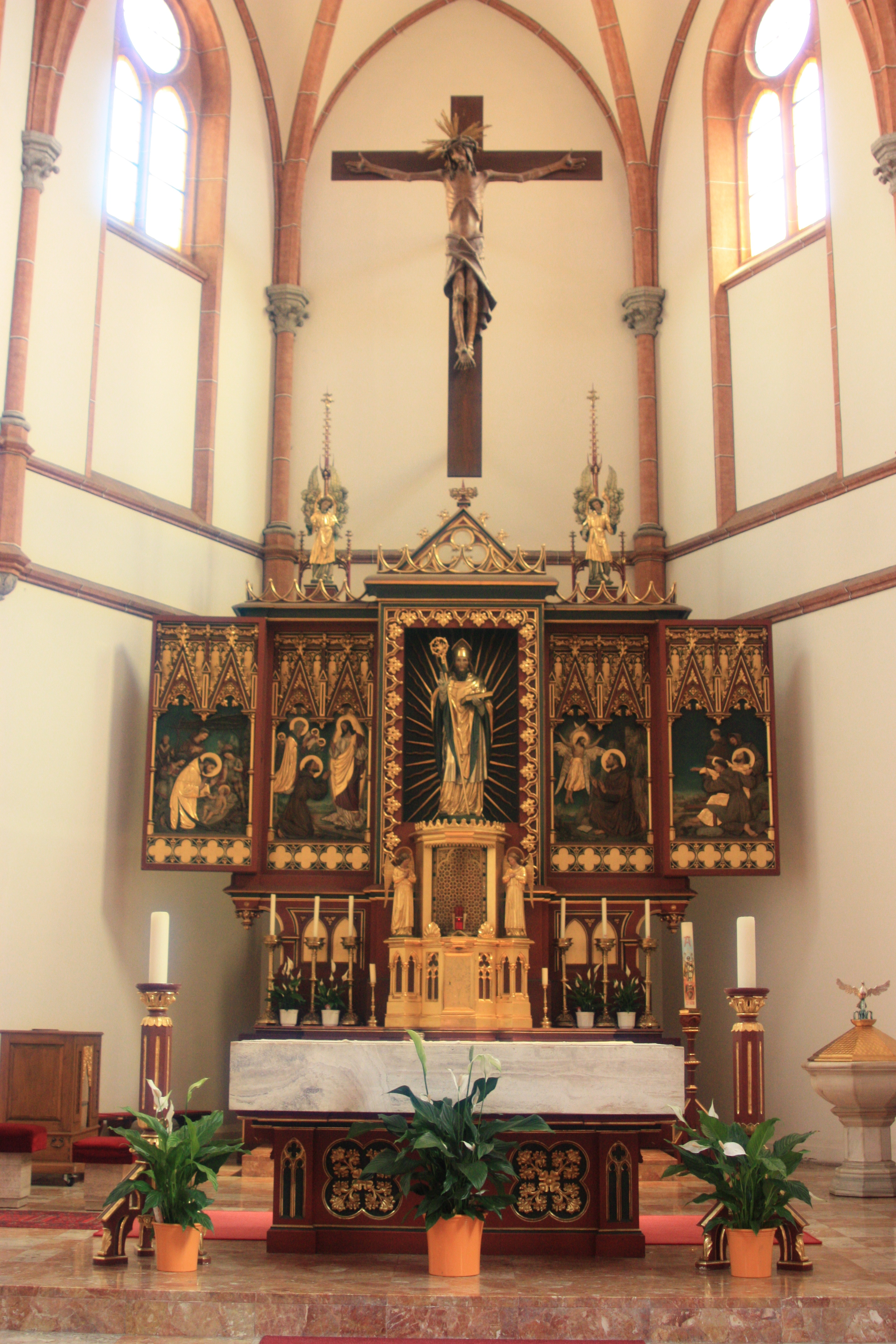
Hauptaltar

Die Kirche ist eine neugotische Pfeilerbasilika mit Querschiff und zweijochigem Chor mit 3/8-Schluss. Die Außenerscheinung wird von einer geputzten Quaderung an den Strebepfeilern, Gebäudekanten und Fenstern in sonst ruhiger Rieselputzoberfläche akzentuiert. Die Hauptfassade mit dreiachsiger Loggia unter einem Pultdach und dreiteiligem Maßwerkfenster besitzt in der Giebelzohe eine Adikulanische, in der eine Maria-Immaculata-Statue steht. Der viergeschoßige Turm in der Südwestecke hat diagonale Strebepfeiler und einen steilen Spitzhelm. An der Nordseite der Kirche ist die Franziskuskapelle mit 5/8-Schluss angebaut. Am Chor schließt das Kloster an.
Das kreuzrippengewölbte Mittelschiff hat eine zweigeschoßige Aufrissgliederung ohne Triforium. Die Vierung mit abgefasten Spitzbögen liegt um einen Meter höher als das Mittelschiff. Das Querschiff hat dieselbe Höhe wie das Mittelschiff. Die Seitenschiffe sind zum Mittelschiff und zu den Querschiffen mit Spitzbogenarkaden geöffnet. Der eingezogene Chor ist um drei Stufen erhöht. An der Chornordseite befindet sich die Johanneskapelle mit einem Kreuzrippengewölbe.
Die sechs großen Wandgemälde über den Stichbogenarkaden im Langhaus zeigen Szenen aus der Kindheit Jesu und wurden 1895 von Emanuel Walch in Stile der Nazarener gemalt.

## Ausstattung

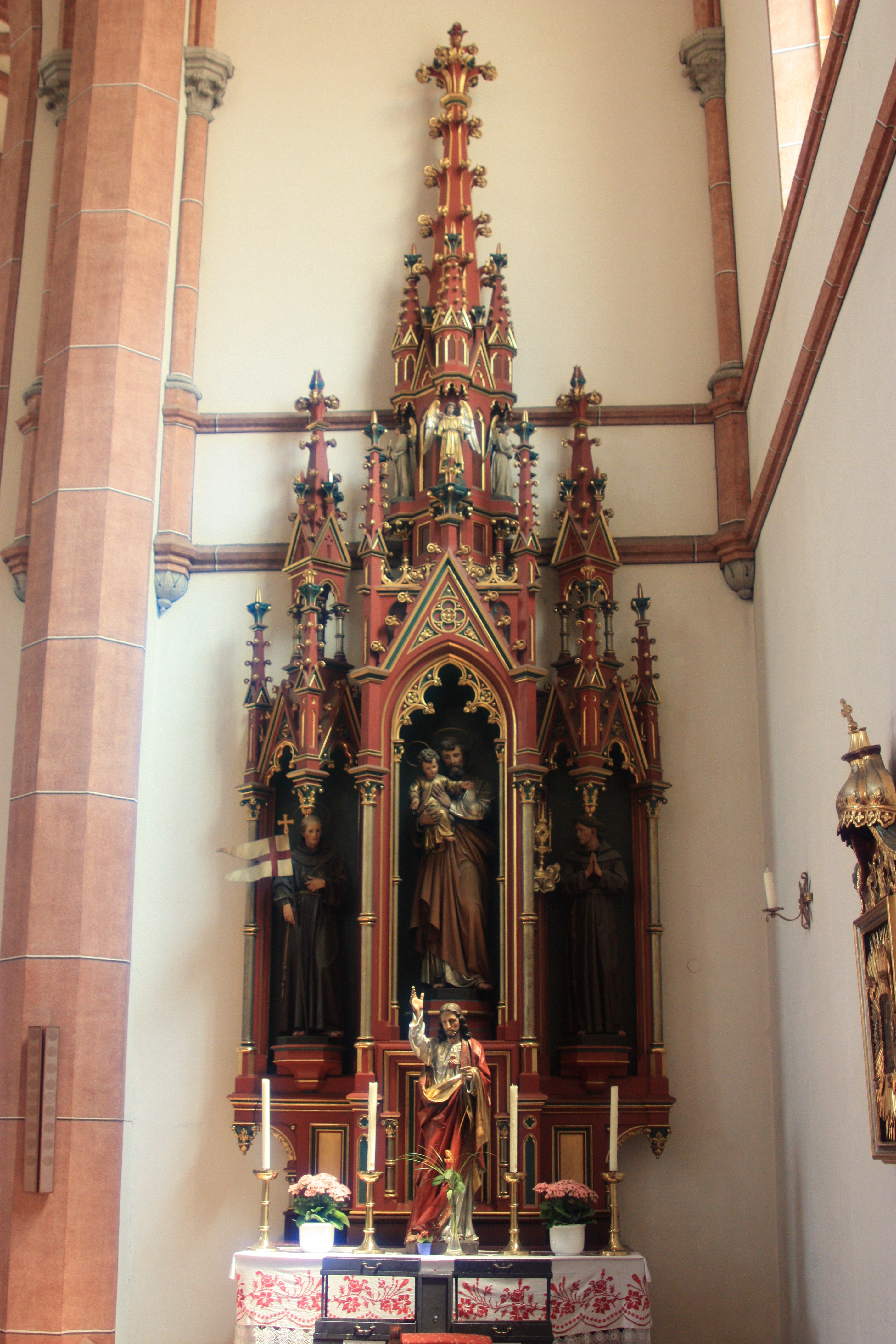
Rechter Seitenaltar

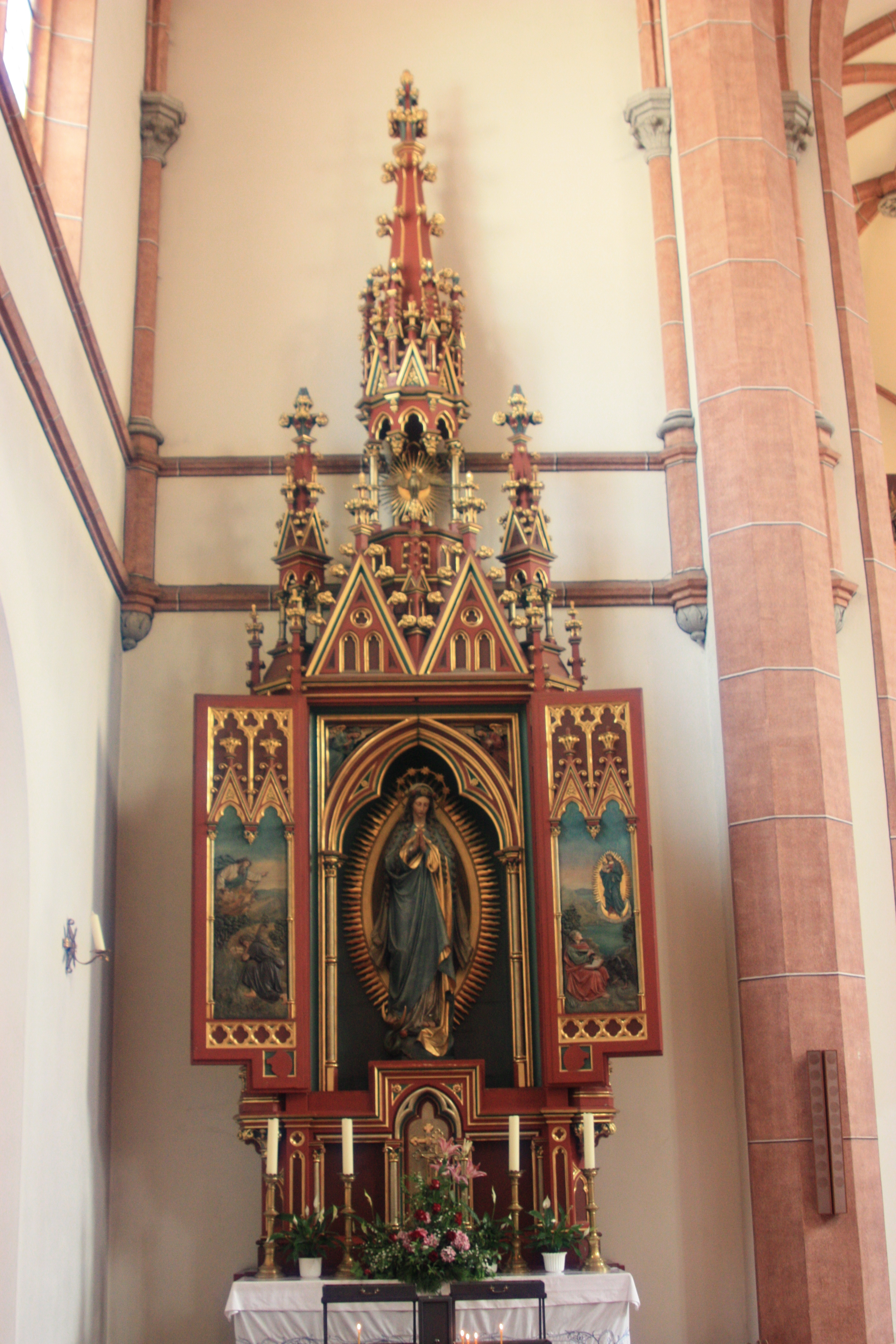
Linker Seitenaltar

Der Hauptaltar und die beiden Seitenaltäre wurden 1896 von Clemens Raffeiner nach Entwürfen von Pater Johann Maria Reiter gefertigt.
Der Hochaltar ist ein Flügelaltar mit einem Schrein, der die Statue des heiligen Nikolaus birgt, sowie vier Relieftafeln mit Szenen aus dem Leben des heiligen Franziskus, die 1896 von Josef Bachleitner geschnitzt wurden. An der Werktagsseite der Altarflügeln sind links Szenen aus dem Leben des heiligen Virgilius und rechts der Tod des heiligen Rupertus dargestellt.
Am Marienaltar sind in der Nische die Figur der Maria Immaculata und auf den Flügeln Reliefdarstellungen aus dem Leben des Evangelisten Johannes und Hirtenszenen zu sehen.
Am Josefsaltar steht die Statue des heiligen „Josef mit Kind“ zwischen den Skulpturen der Heiligen Pascal und Johannes Capistranus.
Der geschnitzte Kreuzweg von 1896 ist ein Werk des Grödener Franz Schmalzl.

### Orgel
Die Orgel wurde von dem Orgelbauer Pirchner erbaut. Das Schleifladen-Instrument hat 25 Register auf zwei Manualen und Pedal. Die Spiel- und Registertrakturen sind mechanisch.
| I Hauptwerk C–g3 |             |       |
| 1.               | Pommer      | 16′   |
| 2.               | Prinzipal   | 8′    |
| 3.               | Holzflöte   | 8′    |
| 4.               | Rohrgedeckt | 8′    |
| 5.               | Oktav       | 4′    |
| 6.               | Spitzflöte  | 4′    |
| 7.               | Oktav       | 2′    |
| 8.               | Mixtur V-VI | 1 ⁄3′ |
| 9.               | Cymbel III  | 1⁄2′  |
| 10.              | Trompete    | 8′    |

| II Brustwerk C–g3 (schwellbar) |                         |       |
| 11.                            | Gedeckt                 | 8′    |
| 12.                            | Spitzgamba              | 8′    |
| 13.                            | Prinzipal               | 4′    |
| 14.                            | Rohrflöte               | 4′    |
| 15.                            | Waldflöte               | 2′    |
| 16.                            | Scharff IV              | 1′    |
| 17.                            | Sesquialtera II (ab g0) | 2 ⁄3′ |
| 18.                            | Krummhorn               | 8′    |
|                                | Tremulant               |       |

| Pedalwerk C–f1 |              |     |
| 19.            | Prinzipalbaß | 16′ |
| 20.            | Subbaß       | 16′ |
| 21.            | Oktavbaß     | 8′  |
| 22.            | Gedecktbaß   | 8′  |
| 23.            | Choralbaß    | 4′  |
| 24.            | Bombarde     | 16′ |
| 25.            | Posaune      | 8′  |

- Koppeln: II/I, I/P, II/P